# 그 여름의 끝 (드라마)
《그 여름의 끝》은 KBS 2TV에서 2014년 9월 14일에 방영한 드라마 스페셜이다.

## 등장 인물

### 주요 인물
- 조은숙 : 한수경(30대 초반) 역 - 초등학교 교사
- 전진서 : 김초록(8세) 역
- 이광기 : 김진우(30대 중반) 역 - 건축가

### 주변 인물
- 이가현 : 김서윤(14세) 역 - 수경과 진우의 외동딸
- 박현정 : 김은형(30대 초반) 역 - 초록엄마, 피아노학원 선생님
- 남능미 : 수경의 시어머니 역

### 그 외 인물
- 정정아 : 수경의 시누이 역
- 송지유
- 고진명
- 김동규
- 정상현
- 조민서
- 방유설
- 김민준